# Careless Crime
Pour plus de détails, voir Fiche technique et Distribution.
Careless Crime (جنایت بی‌دقت, Jenayat-e bi deghat) est un film iranien réalisé par Shahram Mokri, sorti en 2020.

## Synopsis
En 1978, quatre personnes décident de mettre le feu à un cinéma. De nos jours, quatre autres personnes veulent recommencer. Le film s'inspire de l'incendie du cinéma Rex d'Abadan.

## Fiche technique
- Titre : Careless Crime
- Titre original : جنایت بی‌دقت (Jenayat-e bi deghat)
- Réalisation : Shahram Mokri
- Scénario : Nasim Ahmadpour et Shahram Mokri
- Musique : Ehsan Sedigh
- Photographie : Alireza Barazandeh
- Montage : Shahram Mokri
- Production : Negar Eskandarfar
- Société de production : Karnameh Institute of Art & Culture
- Société de distribution : Damned Distribution (France)
- Pays :  Iran
- Genre : Drame
- Durée : 139 minutes
- Dates de sortie : 
  -  Italie : 8 septembre 2020 (Mostra de Venise)
  -  France : 3 novembre 2020

## Distribution
- Babak Karimi : Mohsen
- Razie Mansori : Elham
- Abolfazl Kahani : Takbali
- Mohammad Sareban : Faraj
- Adel Yaraghi : Majid
- Mahmoud Behraznia : Yadollah
- Behzad Dorani : Fallah

## Distinctions
Le film a été présenté dans la section Horizons de la Mostra de Venise 2020. Il a également remporté le prix spécial du jury lors du festival international du film de Chicago.